# Giấu mặt
Giấu mặt (tiếng Hàn: 유령; Romaja: Yuryeong) là một bộ phim truyền hình Hàn Quốc 2012 với sự tham gia của các diễn viên So Ji-sub, Lee Yeon-hee, Uhm Ki-joon, Kwak Do-won, và Song Ha-yoon.
Phim chiếu trên kênh SBS từ 30 tháng 5 đến 9 tháng 8 năm 2012 vào mỗi thứ 4 và 5 lúc 21:55 gồm 28 tập.
Tại Việt Nam phim được TVM Corp. mua bản quyền và trình chiếu trên kênh HTV3 lúc 21:30 bắt đầu từ ngày 28 tháng 7 năm 2014 , tập cuối ngày 11 tháng 9 năm 2014.

## Nội dung
Kim Woo Hyun (So Ji Sub) là con trai duy nhất của một sĩ quan cảnh sát cấp cao. Anh gia nhập lực lượng cảnh sát với thành tích đứng đầu khi tốt nghiệp Học viện cảnh sát. Sau đó anh tham gia điều tra các vụ trọng án từ đó khám phá những bí mật bị ẩn giấu của thế giời ngầm

## Phân vai

### Nhân vật chính
- So Ji-sub - Kim Woo-hyun / Park Gi-young[6][7][8][9][10][11]
- Lee Yeon-hee - Yoo Kang-mi[12][13]
- Uhm Ki-joon - Jo Hyun-min
- Kwak Do-won - Kwon Hyuk-joo[14]
- Song Ha-yoon - Choi Seung-yeon

### Nhóm điều tra Cyber
- Kwon Hae-hyo - Han Young-seok[15]
- G.O - Lee Tae-kyun[16][17][18]
- Im Ji-kyu - Byun Sang-woo[19]
- Baek Seung-hyun - Kang Eun-jin
- Bae Min-hee - Lee Hye-ram

### Nhân vật phụ
- Choi Jung-woo - Shin Kyung-soo
- Jang Hyun-sung - Jeon Jae-wook
- Yoon Ji-hye - Goo Yeon-joo[20]
- Jung Dong-hwan - Kim Seok-joon
- Lee Tae-woo - Kim Seon-woo
- Jung Moon-sung - Yeom Jae-hee
- Myung Gye-nam - Jo Kyung-shin
- Lee Jae-yoon - Jo Jae-min
- Park Ji-il - Director Moon
- Lee Ki-young - Im Chi-hyun
- Lee Won-geun - Kwon Do-hyung

### Khách mời
- Choi Daniel - Park Gi-young / Hades (tập 1-2, 8)
- Esom - Shin Hyo-jung (tập 1)
- Kim Sung-oh - fan hâm mộ của Shin Hyo-jung (tập 1)
- Lee Joon - người qua đường (tập 1)[21]
- Jung Da-hye - Jung So-eun (tập 3)
- Kang Sung-min - Yang Seung-jae (tập 3-4)
- Kwak Ji-min - Kwon Eun-sol (tập 7)
- Han Bo-bae - Kwak Ji-soo (tập 7-8)
- Ha Seung-ri - Jung Mi-young (tập 7-8)
- Kim Min-ha - Kim Hee-eun
- Jin Kyung - Oh Yeon-sook
- Jung Myung-joon - Phát thanh viên tin tức truyền hình
- Jang Hang-joon -Chủ tòa nhà
- Jeon In-taek - Jo Kyung-moon
- Kwon Tae-won - Nam Sang-won

Diễn viên Lồng Tiếng - TVM Corp.
Tiến Đạt - Kim Woo Hyun
Huyền Chi - Yoo Kang Mi
Trần Vũ - Kwom Hyuk Joo
Anh Tuấn - Jo Hyun Min
Ái Phương - Choi Seung Yeon
Trường Tân, Tấn Phong - Park Gi Young, Thanh Tra Im Chi Hyun
Quốc Tín - Han Young Seok
Quang Tuyên /  Hoàng Khuyết - Lee Tae Kyun
Kiêm Tiến - Byun Sang Woo, Giám đốc Nam Sang Won
Minh Vũ - Kang Eun Jin
Ngọc Quyên - Lee Hye Ram
Chơn Nhơn - Trưởng phòng Shin Kyung Soo
Trí Luân - Cục Trưởng Jeon Jae Wook
Bá Nghị - Kim Seok Joon (Ba Kim Woo Hyun)
Ngọc Châu - Phóng Viên Goo Yeon Joo
Hoài Thương - Kim Seon Woo (Con Trai Kim Woo Hyun)
Gia Trí - Yeom Jae Hee
Tất My Ly - Jo Kyung Shin
Hoàng Sơn - Jo Jae Min
Hạnh Phúc - Director Moon
Tuấn Anh - Kwon Do Hyung

## Tiếp nhận

### Đánh gía
| Tập #      | Ngày phát sóng      | Trung bình phiếu khán giả | Trung bình phiếu khán giả | Trung bình phiếu khán giả | Trung bình phiếu khán giả |
| Tập #      | Ngày phát sóng      | TNmS Ratings              | TNmS Ratings              | AGB Nielsen               | AGB Nielsen               |
| Tập #      | Ngày phát sóng      | Toàn quốc                 | Khu vực Seoul             | Toàn quốc                 | Khu vực Seoul             |
| ---------- | ------------------- | ------------------------- | ------------------------- | ------------------------- | ------------------------- |
| 1          | 30 tháng 5 năm 2012 | 10.7%                     | 13.4%                     | 7.6%                      | 8.6%                      |
| 2          | 31 tháng 5 năm 2012 | 12.1%                     | 14.5%                     | 8.9%                      | 9.9%                      |
| 3          | 6 tháng 6 năm 2012  | 13.0%                     | 17.7%                     | 11.4%                     | 13.3%                     |
| 4          | 7 tháng 6 năm 2012  | 14.2%                     | 17.3%                     | 11.8%                     | 12.3%                     |
| 5          | 13 tháng 6 năm 2012 | 11.9%                     | 15.3%                     | 10.6%                     | 11.9%                     |
| 6          | 14 tháng 6 năm 2012 | 13.1%                     | 16.0%                     | 12.2%                     | 13.7%                     |
| 7          | 20 tháng 6 năm 2012 | 12.7%                     | 14.9%                     | 10.8%                     | 11.8%                     |
| 8          | 21 tháng 6 năm 2012 | 14.1%                     | 17.0%                     | 11.2%                     | 12.6%                     |
| 9          | 27 tháng 6 năm 2012 | 13.1%                     | 15.8%                     | 11.1%                     | 11.6%                     |
| 10         | 28 tháng 6 năm 2012 | 13.5%                     | 17.0%                     | 11.0%                     | 12.0%                     |
| 11         | 4 tháng 7 năm 2012  | 14.1%                     | 17.1%                     | 11.4%                     | 12.0%                     |
| 12         | 5 tháng 7 năm 2012  | 15.6%                     | 17.9%                     | 13.8%                     | 15.0%                     |
| 13         | 11 tháng 7 năm 2012 | 15.7%                     | 19.6%                     | 13.3%                     | 14.3%                     |
| 14         | 12 tháng 7 năm 2012 | 17.0%                     | 20.4%                     | 14.2%                     | 15.7%                     |
| 15         | 18 tháng 7 năm 2012 | 15.3%                     | 18.3%                     | 13.4%                     | 14.9%                     |
| 16         | 19 tháng 7,, 2012   | 16.0%                     | 19.8%                     | 13.9%                     | 15.4%                     |
| 17         | 25 tháng 7 năm 2012 | 14.5%                     | 16.9%                     | 13.3%                     | 15.0%                     |
| 18         | 26 tháng 7 năm 2012 | 16.5%                     | 19.4%                     | 15.3%                     | 16.0%                     |
| 19         | 8 tháng 8 năm 2012  | 13.3%                     | 16.5%                     | 12.9%                     | 14.3%                     |
| 20         | 9 tháng 8 năm 2012  | 13.7%                     | 16.4%                     | 12.2%                     | 12.8%                     |
| Trung bình | Trung bình          | 14.0%                     | 17.0%                     | 12.0%                     | 13.2%                     |

### Giải thưởng và đề cử
| Năm  | Giải               | Thể loại                                             | Người nhận     | Kết quả   |
| ---- | ------------------ | ---------------------------------------------------- | -------------- | --------- |
| 2012 | Korea Drama Awards | Giải xuất sắc nhất, diễn viên                        | Kwak Do-won    | Đoạt giải |
| 2012 | SBS Drama Awards   | Top 10 ngôi sao                                      | So Ji-sub      | Đoạt giải |
| 2012 | SBS Drama Awards   | Giải diễn đặc biệt,Diễn viên trong phim đặc biệt     | Kwak Do-won    | Đoạt giải |
| 2012 | SBS Drama Awards   | Giải diễn đặc biệt,Diễn viên trong phim đặc biệt     | Jang Hyun-sung | Đề cử     |
| 2012 | SBS Drama Awards   | Giải diễn đặc biệt, Nữ diễn viên trong phim đặc biệt | Song Ha-yoon   | Đề cử     |
| 2012 | SBS Drama Awards   | Giải xuất sắc nhất,Diễn viên trong phim đặc biệt     | Uhm Ki-joon    | Đề cử     |
| 2012 | SBS Drama Awards   | Giải xuất sắc nhất,Nữ diễn viên trong phim đặc biệt  | Lee Yeon-hee   | Đề cử     |
| 2012 | SBS Drama Awards   | Top Giải xuất sắc nhất,Diễn viên trong phim đặc biệt | So Ji-sub      | Đoạt giải |

## Soundtrack
| OST "Giấu mặt " | OST "Giấu mặt "                                                     | OST "Giấu mặt " | OST "Giấu mặt " |
| STT             | Nhan đề                                                             | Nghệ sĩ         | Thời lượng      |
| --------------- | ------------------------------------------------------------------- | --------------- | --------------- |
| 1.              | "유령(같이 사랑했잖아) - Title" (Phantom (We Used to Love))         | MBLAQ           | 4:00            |
| 2.              | "그리워 운다" (I Miss You So I Cry)                                 | Shin Bora       | 4:14            |
| 3.              | "그리워서 눈물나서" (Tears Fall Because I Miss You)                 | Lee Soo-young   | 4:05            |
| 4.              | "Burn Out"                                                          | Block B         | 3:47            |
| 5.              | "어떻게" (How)                                                      | Lee Ki-chan     | 4:15            |
| 6.              | "GHOST"                                                             | nhiều nghệ sĩ   | 1:29            |
| 7.              | "Save You"                                                          | nhiều nghệ sĩ   | 2:40            |
| 8.              | "Goodbye, My Face"                                                  | nhiều nghệ sĩ   | 2:50            |
| 9.              | "Mysterious Man"                                                    | nhiều nghệ sĩ   | 2:10            |
| 10.             | "Steganography"                                                     | nhiều nghệ sĩ   | 2:10            |
| 11.             | "New Life"                                                          | nhiều nghệ sĩ   | 3:12            |
| 12.             | "Beautiful Agony"                                                   | nhiều nghệ sĩ   | 2:26            |
| 13.             | "Stuxnet"                                                           | nhiều nghệ sĩ   | 1:49            |
| 14.             | "Slow Walking"                                                      | nhiều nghệ sĩ   | 1:00            |
| 15.             | "Black Out"                                                         | nhiều nghệ sĩ   | 1:32            |
| 16.             | "유령(같이 사랑했잖아) (Inst.)" (Phantom (We Used to Love) (Inst.)) | nhiều nghệ sĩ   | 4:00            |
| 17.             | "Burn Out (Inst.)"                                                  | nhiều nghệ sũ   | 3:47            |

## Truyền hình quốc tế
Ở Nhật Bản phim được phát sóng trên kênh cáp KNTV từ 27 tháng 1, đến 31 tháng 3 năm 2013.